# ان‌دبلیو نچرال
ان‌دبلیو نچرال (انگلیسی: NW Natural) شرکت برق آمریکایی است، که در سال ۱۸۵۹ تأسیس شد.